# Sem Tinta
Sem Tinta é o sétimo álbum do cantor missioneiro Jorge Guedes em parceria de sua família ,contando com 15 faixas de um repertório que abrange a temática do homem do campo do Rio Grande do Sul  e das Missões.

## Faixas
1. Nego Betão (Jorge Guedes e João Sampaio)
2. Cuiudo Gateado (Jorge Guedes e João Sampaio)
3. Sem Tinta (Jorge Guedes e Rodrigo Bauer)
4. Bochincho Sem Fronteiras (Jorge Guedes e Nélio Lopes)
5. UM Velho Cheirando A Pampa (Jorge Guedes,Nélio Lopes e João Sampaio)
6. Caso o Gaúcho Morrer (Jorge Guedes e João Sampaio)
7. Anjo e Flor (Jorge Guedes e Juarez Machado de Farias)
8. Décima Do Redomão (Jorge Guedes e Rodrigo Bauer)
9. ChamamecerosDe Ley (Jorge Guedes,João Sampaio e Diego Muller)
10. Matear e Matear (Calico Ribeiro e Jorge Guedes)
11. Nas Trilhas Do Mato Grande (Luís Alberto Simões Pires,Gilmar Martinelli e Jorge Guedes)
12. Guri Costeiro (Jorge Guedes,João Sampaio e Lourenço Notargiácomo)
13. Um Pedido à São Miguel (Jorge Guedes,João Sampaio e Odenir dos Santos)
14. Eu Já Nasci Enforquilado (Jorge Guedes e Rodrigo Bauer)
15. No Lombo Do Meu Rosilho (Jorge Guedes e Rodrigo Bauer)